# 폴라로이드 (2019년 영화)
《폴라로이드》(영어: Polaroid)는 2019년에 개봉한 미국, 캐나다, 노르웨이의 초자연 공포 영화이다. 라르스 클레브베르그의 장편 영화 연출 데뷔작이다.

## 줄거리
우연히 빈티지 폴라로이드를 산 한 10대가 이를 가지고 평소 함께 노는 무리와 같이 사진을 찍게 된다. 그 후 이들은 찍힌 사진 속 모습 뒤에 그림자가 나타나는 사람은 곧 죽게 된다는 사실을 알게 된다. 죽음을 막기 위해 사진을 없애려고 들면 그 영향이 고스란히 피사체에게 가게 된다. 사진을 태우면 사진에 찍힌 사람도 타오르는 식이다.
이들 10대 무리는 폴라로이드 원 주인이 1974년에 세 명을 납치, 살인했던 어느 고등학교 교사의 딸이라는 걸 알게 된다. 평소 딸을 괴롭히던 아이들이 딸을 강간하고 폴라로이드로 사진을 찍어 학교에 뿌리자 딸은 수치심에 자살했고 교사는 복수를 감행한 뒤 손에 딸의 폴라로이드를 쥔 채로 감전을 당해 죽었다는 것이다. 
그러나 다시 새로운 진실이 밝혀져, 10대 무리는 딸을 가해하고 사진을 찍었던 범인이 실은 교사라는 걸 알게 된다. 딸이 자살한 이유는 교사를 경찰에 신고하자고 권하던 친구들이 교사에게 보복성으로 살해되자 죄책감을 떨칠 수 없었기 때문이었다.
실은 딸의 옛 친구들 중 한 명이 아직 살아있었고, 교사의 유령은 복수를 완수하기 위해 이 친구 앞에 나타난다. 교사 유령이 딸 친구의 사진을 반으로 찢자 딸 친구의 몸도 반으로 쪼개진다. 10대 무리는 고전 끝에 기지를 발휘하여 유령의 사진을 찍은 뒤 사진을 불태워 유령을 물리친다. 

## 출연진
- 캐스린 프레스콧 - 버드 피처 역
- 그레이스 저브리스키 - 리나 세이블 역
- 타일러 영 - 코너 벨 역
- 서맨사 로건 - 케이시 역
- 하비에르 보테트 - 존재 역
- 케이티 스티븐스 - 에이버리 역
- 매들레인 페치 - 세라 역
- 프리실라 퀸타나 - 미나 역
- 다비 샌토스 - 타일러 드루 역
- 키넌 트레이시 - 데빈 역
- 미치 필레지 - 토머스 펨브로크 보안관 역
- 쇼나 맥도널드 - 버드의 엄마 역

## 기타 제작진
- 총괄 제작: 욘 에이나르 하옌, 페테르 온스타드 뢰케, 매슈 시그너, 제이크 와그너, 미리 윤

## 시청 등급
- 대한민국: 15세이상 관람가